# Diogo Lopes Rebelo
Diogo Lopes Rebelo (? – Paris, 18 de Março de 1498) foi um autor português do século XV, mestre de gramática do futuro D. Manuel I, Mestre em Artes e Teologia, e professor desta última disciplina. É sobretudo conhecido pela sua obra Do Governo da República pelo Rei.

## Biografia
Desconhece-se o local e a data de nascimento de Diogo Lopes Rebelo, sabendo-se apenas que era português. Foi mestre de gramática e capelão de D. Manuel I enquanto este era ainda Duque de Beja, e por ordem do Duque, foi enviado a estudar para Paris. Foi ao próprio D. Manuel I – já então rei – a quem Diogo Lopes Rebelo dedicaria mais tarde a sua obra mais famosa.
A documentação sobre este período da sua vida é escassa. No entanto, graças à obra de Jean de Launoy, Regii Navarrae Gymnasii Parisiensis Historia, publicada originalmente em 1677, sabe-se que Diogo Lopes Rebelo estudou na Universidade de Paris durante oito anos, até concluir o bacharel em Teologia e se tornar Mestre em Artes.

Outra fonte importante para traçar o seu percurso académico é a sua própria obra. Na dedicatória de Do Governo da República pelo Rei, escrita em 1496, pode ler-se:
“Estando eu, há dez anos, invictíssimo príncipe, nesta mui nobre Universidade de Paris, onde, sem embargo da minha humildade, estudei Belas Artes e Letras Sagradas, com licença e ordem de Vossa Real Majestade (...)”
Com base neste testemunho, o Doutor Artur Moreira de Sá propõe 1486 como a data provável da sua deslocação a Paris, e 1494 como o ano em que se torna Mestre em Artes, e tendo como seu mestre, o célebre, João Raulino.
No ano de 1495, continua os seus estudos em Teologia, ao mesmo tempo que é Prior de Clermont.
É em 1494 que Rebelo publicou as suas primeiras obras: uma edição do Dialogus sive synonyma Isidori de homine et ratione, de Isidoro de Sevilha, e uma reedição do De iustitia commutativa, de João Sobrinho. Ainda em 1494, publicou a sua primeira obra original, Fructus sacramenti poenitentiae, de carácter teológico. No ano seguinte, escreveu Tractatus de productionibus personarum, igualmente no campo da teologia.
A 13 de Janeiro de 1497, licenciou-se em Teologia e passou a ensinar esta disciplina no Collège de Navarre, que pertencia à Universidade de Paris. É possível que se tenha cruzado com os filósofos Nicolau de Oresme e João Gerson, figuras influentes desta universidade.
A 13 de Setembro desse ano, publicou a sua última obra em vida, De Assertionibus Catholicis Apostoli Pauli, dedicada a D. Fernando de Almeida, bispo de Ceuta.
Diogo Lopes Rebelo faleceu a 18 de Março de 1498, tendo sido sepultado na igreja do Colégio de Navarra.
Após a sua morte, a sua primeira obra, Fructus sacramenti poenitentiae, conheceu três edições póstumas: em 19 de Dezembro de 1498, em 1500, e em 1515
O último registo conhecido sobre Diogo Lopes Rebelo surge num documento de D. Manuel I, datado de 5 de Setembro de 1505, no qual o rei ordena que os herdeiros do “bacharel Diogo Lopes” recebessem a quantia de 10 554 reais. Não se conhecem, contudo, referências claras sobre quem seriam esses herdeiros.

## Obras publicadas
- Dialogus sive synonyma Isidori de homine et ratione (Diálogo ou Sinónimos de Isidoro sobre o Homem e a Razão) — edição da obra de Isidoro de Sevilha, 1494
- De iustitia commutativa (Sobre a Justiça Comutativa) — reedição da obra de João Sobrinho, 1494
- Fructus sacramenti poenitentiae (Frutos do Sacramento da Penitência) — obra original de teologia, 1494
- Tractatus de productionibus personarum (Tratado sobre as Processões das Pessoas Divinas) — obra teológica, 1495
- Do Governo da República pelo Rei (De Regimine Rei Publicae per Regem) — tratado político, 1496

- De assertionibus catholicis Apostoli Pauli (Sobre as Afirmações Católicas do Apóstolo Paulo) — dedicada a D. Fernando de Almeida, Bispo de Ceuta, 1497

## Ligações Externas
http://cvc.instituto-camoes.pt/filosofia/m9.html